# James Dickey
Pour les articles homonymes, voir Dickey.
Œuvres principales
- Délivrance

James Dickey, né le 2 février 1923 à Atlanta en Géorgie et mort le 19 janvier 1997 à Columbia en Caroline du Sud, est un auteur et poète américain notamment connu pour son roman Délivrance, publié en 1970, et qui a reçu le prix Médicis étranger en 1971.

## Biographie
Né en février 1923 , il est le fils de l'avocat Eugene Dickey et de Maibelle Swift. En 1942, James Dickey Lafayette s'inscrit au Clemson Collège en Caroline du Sud et joue dans l'équipe de football. Après un semestre, il quitte l'école pour s'enrôler dans l'Armée de l'air. Il est pilote de chasse lors de la Deuxième Guerre mondiale et pendant la guerre de Corée. Entre les deux guerres, il reprend ses études.
Il est diplômé en littérature anglaise et en philosophie. Il s'est également intéressé à l'astronomie.
En novembre 1948, il épouse Maxine Syerson ; ils ont trois ans plus tard leur premier fils, Christopher et un second fils, Kevin, né en 1958. En 1976, deux mois après le décès de Maxine, il épouse Deborah Dickey Dodson. Leur fille, Bronwen, naît en 1981.
De 1950 à 1954, il enseigne à l'université Rice à Houston, puis retourne dans l'armée de l'air pendant deux ans en Corée. Il travaille pendant plusieurs années dans la publicité, notamment pour Coca-Cola et les chips Lay's. Il justifie ce revirement professionnel par le besoin d'argent et déclare : « Je vendais mon âme au diable tous les jours... et j'essayais de la racheter la nuit. »
Il revient à la poésie en 1960 et publie son premier recueil, Into the Stone and Other Poems. Le recueil suivant, Drowning with Others, publié en 1962, lui vaut une bourse Guggenheim ; et Buckdancer's Choice (1965) est récompensé par le National Book Award en 1966.
Après avoir été nommé consultant en poésie pour la Bibliothèque du Congrès, il publie Poèmes 1957-1967, qui présente le meilleur de son œuvre. Il accepte un poste de professeur d'anglais à l'université de Caroline du Sud à Columbia.
Il doit sa popularité auprès du grand public grâce à la version cinématographique réalisée par John Boorman de son roman Délivrance, publié en 1970 ( prix Médicis étranger en 1971): dans le film Délivrance de 1972, James Dickey apparaît à la fin du film dans le rôle du shérif qui interroge les protagonistes qui ont participé à la descente du fleuve sur la disparition de leurs compagnons et celle d'habitants des environs.
Le poète a été invité à lire son poème The Strength of Fields devant le président Jimmy Carter lors de son investiture le 20 janvier 1977.
James Dickey meurt en 1977 à 73 ans,,, six jours après son dernier cours à l'université de Caroline du Sud, où il a enseigné à partir de 1968. Dickey a passé ses dernières années dans les hôpitaux, souffrant d'une fibrose pulmonaire, mais également d'alcoolisme.

## Œuvres

### Romans
- Deliverance (1970) Publié en français sous le titre Délivrance, traduit par Pierre Clinquart, Paris, Éditions Flammarion, coll. « Lettres étrangères », 1971, 253 p. (BNF 35221593) ; réédition, Paris, J'ai lu no 531, 1974 Publié en français dans une nouvelle traduction sous le titre Délivrance, traduit par Jacques Mailhos, Paris, Éditions Gallmeister, coll. « Nature writing », 2013, 274 p.  (ISBN 978-2-35178-066-4)
- Alnilam (1987)
- To The White Sea (1993) Publié en français sous le titre Là-bas au nord, Paris, Flammarion, 1995

### Poésie
- Into the Stone and Other Poems (1960)
- Drowning with Others (1962)
- Two Poems of the Air (1964)
- Helmets (1964)
- Buckdancer's Choice (1965)
- Poems 1957-67 (1967)
- The Achievement of James Dickey: A Comprehensive Selection of His Poems (1968)
- The "i" Beaters, Blood, Victory, Madness, Buckhead (1970)
- Mercy (1970)
- Exchanges (1971)
- The Zodiac (1976)
- Veteran Birth: The Gadfly Poems 1947-49 (1978)
- Head-Deep in Strange Sounds: Free-Flight Improvisations from the unEnglish (1979)
- The Strength of Fields (1979)
- Falling, May Day Sermon, and Other Poems (1981)
- The Early Motion (1981)
- Puella (1982)
- Värmland (1982)
- False Youth: Four Seasons (1983)
- For a Time and Place (1983)
- Intervisions (1983)
- The Central Motion: Poems 1968-79 (1983)
- Bronwen, The Traw, and the Shape-Shifter: A Poem in Four Parts (1986)
- The Eagle's Mile (1990)
- The Whole Motion: Collected Poems 1949-92 (1992)
- Float Like a Butterfly, Sting Like the Bee